# هیستیدینمی
هیستیدینمی Histidinemia نوعی اختلال متابولیک مادرزادی است.

## علائم بالینی
کشف این نقص یافته تصادفی است و معمولاً بدون علامت است.

## نقص آنزیمی
نقص در آنزیم هیستیداز یا هیستیدین آمونیالیاز.

## روش تشخیص
- اسیدهای آمینه پلاسما: هیستیدین بالا.
- اسیدهای آمینه ادرار: هیستیدین و اسید ایمیدازول پیروویک بالا.